# Atomabszorpciós spektroszkópia

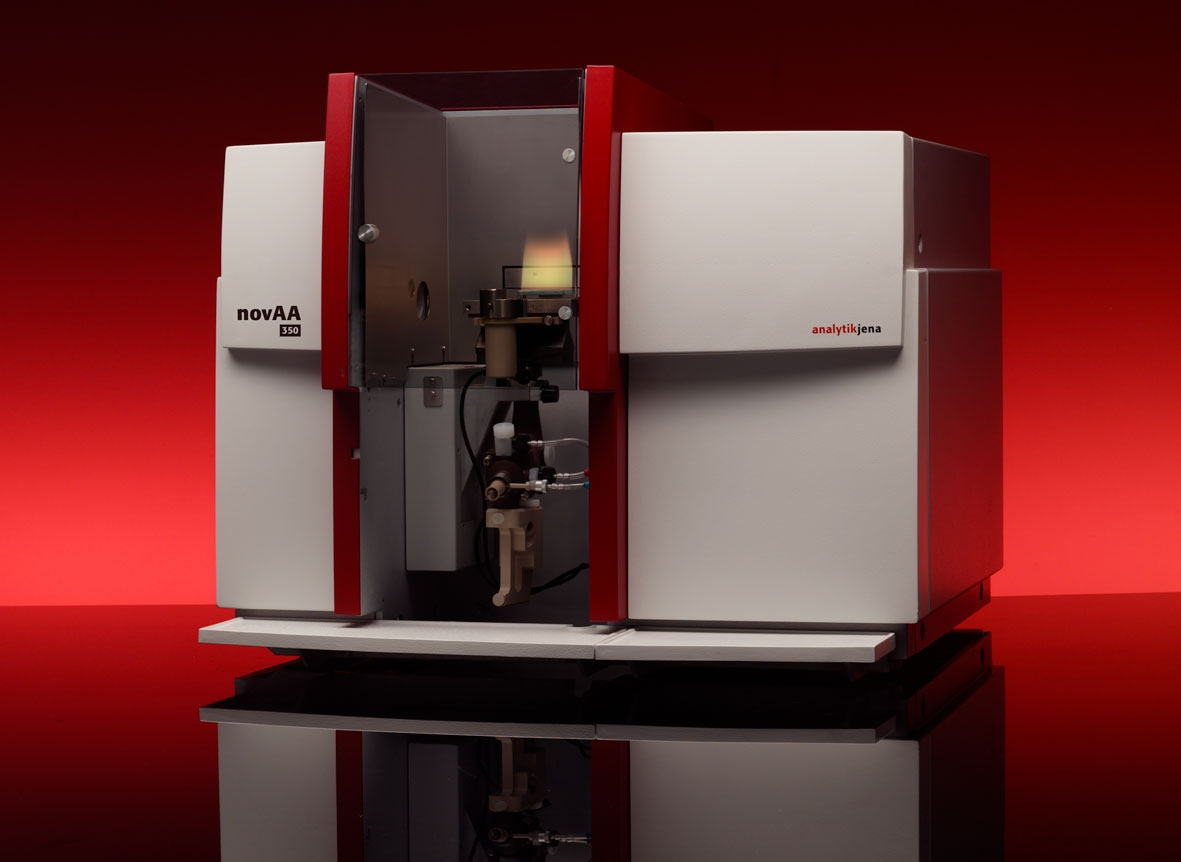
Atomabszorpciós spektrométer

Az atomabszorpciós spektroszkópia műszeres analitikai kémiai módszer, amellyel a mintából egy adott kémiai elem (fém vagy félfém) mennyiségét meg lehet mérni (elemanalitikai módszer). Az atomabszorpciós spektroszkópia segítségével mintegy 70 elem határozható meg.
Bár az atomabszorpciós spektroszkópia története a 19. század közepéig nyúlik vissza, modern formájában nagyrészt az 1950-es években fejlesztették ki ausztrál kémikusok, Alan Walsh vezetésével.

## Alapelve
A módszer a mintában a kérdéses elem mennyiségét az abszorpciós spektrometria alapelvén határozza meg, a Lambert–Beer-törvény alkalmazásával.

{\displaystyle A=\log(I_{0}/I)=a\cdot c\cdot d}
ahol A = abszorbancia

I0 = a besugárzó fény intenzitása

I = a minta által átengedett fény intenzitása

a = moláris abszorbancia (anyagi minőségtől függő állandó)

c = az atomizáló tér (láng) egységnyi térfogatában levő alapállapotú, szabad atomok száma

d = az az úthossz, amit a sugárnyaláb az atomizáló térben megtesz
Az atomizáló egységben az atomok elektronjai meghatározott mennyiségű energia (pl. adott hullámhosszúságú fény) elnyelésével rövid időre magasabb energiájú pályákra gerjesztődhetnek. Az ehhez szükséges energia (a fény hullámhossza) egy adott elem meghatározott elektronátmenetére nézve specifikus, egy bizonyos hullámhossz csak egy elemre jellemző. A módszer ennek következtében szelektív az egyes elemekre nézve.
Mivel a lángba jutó energia (teljesítmény) ismert, és a másik oldalon (a detektornál) meg lehet mérni a maradék fényt, a Lambert–Beer-törvény alapján ki lehet számolni, hogy hány elektronátmenet történt, így olyan jelet kapunk, amely arányos a mért elem koncentrációjával.

## Műszerezés
Ahhoz, hogy egy minta atomos összetevőinek mennyiségét meg lehessen mérni, azt először atomjaira kell bontani. Ezután a mintát fénnyel besugározzák, majd az átjutott fény mennyiségét egy detektorral megmérik. A detektor és az atomizáló egység közé általában egy spektrométert helyeznek, így csökkenthető az atomizáló tér vagy a környezet zavaró sugárzása.

## Az atomizáló rendszerek típusai
Az atomabszorpciós spektroszkópiában többnyire láng segítségével atomizálják a mintát, de plazmát, elsősorban induktívan csatolt plazmát is alkalmaznak. Másik elterjedt módszer a grafitkemencés atomizálás.
Láng esetén az elrendezés olyan, hogy az széles (többnyire 10 cm), és ne túl mély legyen. A lángmagasság a gáz áramlási sebességével szabályozható. A fénysugár a lángon annak hosszában (oldalirányban) halad át, és így érkezik a detektorra.
A grafitkemencés atomizálás során a mintát egy grafitcsőbe juttatják, melyet meghatározott program szerint magas hőmérsékletre (csaknem 3000 °C-ra) fűtenek fel. A minta atomizálódása a fűtés utolsó lépéseiben történik. A fény útja a grafitcsövön keresztül vezet a detektorhoz.

### Folyadékok elemzése
A folyékony minta általában három lépésben alakul atomgőzzé:
1. a folyékony oldószer elpárolog, és száraz minta keletkezik
2. a szilárd minta elpárologva gázzá alakul
3. atomizálás – a mintát alkotó vegyületek elbomlanak és szabad atomok keletkeznek

### Fényforrások

#### Üregkatódlámpák
Szokásos eljárás esetén a fényt üregkatódlámpával (más néven vájtkatódlámpa) keltik. A lámpában egy, a gerjesztendő fémet tartalmazó hengeres fémkatód és egy anód található. Ha az anód és a katód közé nagyfeszültséget kapcsolunk, akkor a katódban található fématomok gerjesztődés révén meghatározott hullámhosszúságú fényt bocsátanak ki. Az üregkatódlámpa típusa az elemzendő fémtől függ. Ha egy érc rézkoncentrációját kell meghatározni, akkor rézből készült katódcsövet kell alkalmazni. Ugyanez a gondolatmenet igaz bármely más fém esetére is.

#### Elektród nélküli kisülési lámpák
Az elektródnélküli kisülési lámpának (electrodeless discharge lamp, EDL) kvarcburája van, ebben található az analizálandó elem illékony vegyület formájában. A lámpa köré helyezett tekercsre rádiófrekvenciás elektromágneses teret kapcsolnak, mely a lámpában kisnyomású plazmakisülést hoz létre. Ennek hatására a lámpában levő illékony anyag elpárolog, majd atomjaira disszociál, az atomok pedig gerjesztődnek. A gerjesztett atomok alapállapotukba visszatérve a rájuk jellemző vonalas színképet sugározzák ki. Az EDL lámpák fényintenzitása a megfelelő üregkatódlámpáénak többszöröse. További előnye az illékony elemek üregkatódlámpáival szemben, hogy ezen elemek EDL lámpái különösen stabilak és hosszú élettartamúak.

#### Lézerdiódák
Az atomabszorpciós spektroszkópia elvégezhető lézerekkel, elsősorban dióda lézerekkel, mivel ezek a lézerabszorpciós spektroszkópia számára kedvező tulajdonságokkal rendelkeznek. Az ilyen módszert dióda lézer atomabszorpciós spektrometriának (DLAAS vagy DLAS), vagy – mivel a legtöbbször hullámhossz modulációt is alkalmaznak – hullámhossz modulációs abszorpciós spektrometriának nevezik.

## Háttérkorrekciós módszerek
Az üregkatódlámpák kis sávszélességének köszönhetően a spektrális átfedések ritkák, azaz nem valószínű, hogy az egyik elem abszoprciós vonala átfedjen egy másikéval. A molekulák emissziója jóval szélesebb spektrumú, ezért gyakrabban előfordulhat, hogy valamely molekula abszoprciós sávja átfed egy atomvonallal. Ilyen esetben nagyobb lesz az abszorbancia, és az ebből számított koncentráció nagyobbnak fog adódni a ténylegesnél. Ennek a hibának a csökkentésére háromféle módszert használnak:
- Zeeman korrekció – mágneses tér segítségével az atomvonalakat két oldalsávra bontják (lásd Zeeman effektus). Az így kapott sávok elég közel vannak az eredeti hullámhosszhoz, hogy még átfedjenek a molekulasávokkal, de ahhoz már túl nagy a hullámhosszkülönbség, hogy az atomvonalakkal is átfedjenek. A mágneses térben és anélkül mérhető abszorbancia összehasonlítható, a kettő különbsége adja a tényleges atomi abszorpciót.
- Smith-Hieftje korrekció – az üregkatódlámpát nagy áramerősséggel pulzáltatják, emiatt az impulzusok alatt nagyobb lesz az atomsűrűség és így az önabszorpció is. Az önabszorpció következtében a vonal kiszélesedik, és az eredeti hullámhosszon csökken az intenzitása.
- deutérium lámpás korrekció – ennél a módszernél egy külön, széles spektrumban sugárzó fényforrást (deutériumlámpát) használnak a háttéremisszió mérésére. A külön fényforrás miatt ez a legkevésbé pontos módszer, de viszonylagos egyszerűsége révén (és mert a három közül ez a legrégebbóta ismert) ezt használják a leggyakrabban.

## Fordítás
- Ez a szócikk részben vagy egészben az Atomic absorption spectroscopy című angol Wikipédia-szócikk ezen változatának fordításán alapul.  Az eredeti cikk szerkesztőit annak laptörténete sorolja fel. Ez a jelzés csupán a megfogalmazás eredetét és a szerzői jogokat jelzi, nem szolgál a cikkben szereplő információk forrásmegjelöléseként.